# Konstanty Meglicki

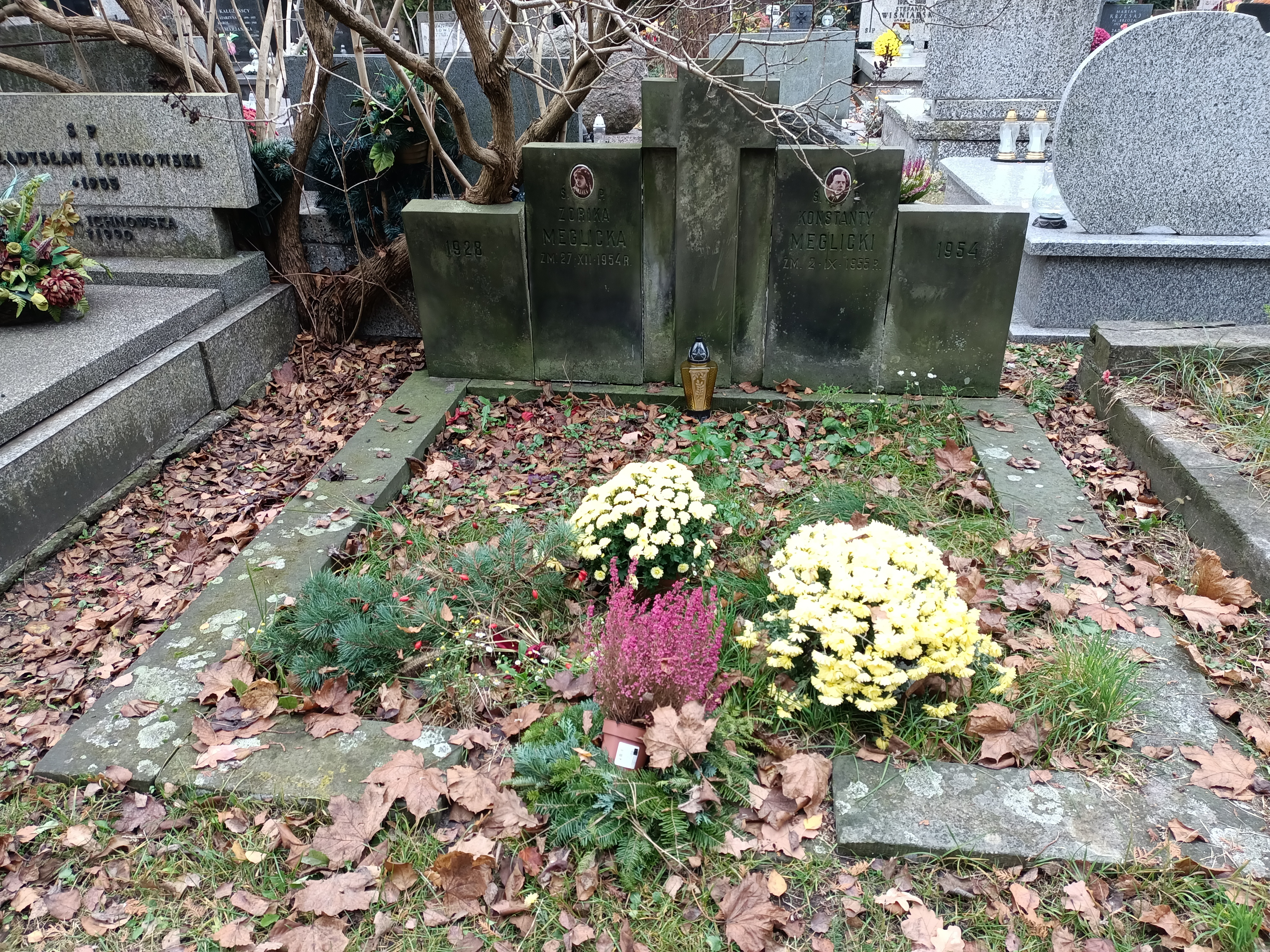
Grób Konstantego Meglickiego na cmentarzu Wojskowym w Warszawie

Konstanty Meglicki ps. Antoni Grow (ur. 17 kwietnia 1890 we Włocławku, zm. 2 września 1955 w Warszawie) – polski aktor i reżyser filmowy.

## Życiorys
W 1891 roku wyjechał z rodzicami do Rosji, gdzie ukończył szkołę średnią oraz szkołę oficerską w Wilnie. Podczas I wojny światowej służył w armii carskiej. W 1920 roku został zwolniony z wojska. Oczekując na repatriację do Polski udał się do Tyflisu, gdzie podjął studia ekonomiczne na tamtejszej politechnice. Do kraju wrócił w 1921 roku i osiedlił się w Warszawie. Tam podjął naukę w "Kinostudii", debiutując w 1922 roku w filmie. Z przemysłem filmowym związany był do drugiej połowy lat 30. XX wieku, otwierając w międzyczasie własne Studio Filmowe (jego absolwentem był m.in. Mieczysław Cybulski) oraz szkołę aktorską w Toruniu (1927). Występował również w objazdowym zespole Stanisławy Wysockiej. Zakończył działalność w branży filmowej wraz z nastaniem epoki kina dźwiękowego. Następnie pracował jako instruktor w Lidze Obrony Powietrznej i Przeciwgazowej.
Po wybuchu II wojny światowej przebywał w Warszawie, pracując w sklepie spożywczym. Razem z żoną, Zoriką (Zofią) Szymańską oraz synem Zdzisławem, zaangażował się w akcję pomocy Żydom, ukrywając 12-letnią Lilkę Kleinman. Został za to pośmiertnie uhonorowany medalem Sprawiedliwy wśród Narodów Świata (1992). Po upadku powstania warszawskiego został wysiedlony ze stolicy i mieszkał kolejno w Busku-Zdroju, Łodzi, Bystrzycy Kłodzkiej oraz Wrocławiu. Do stolicy powrócił w 1951 roku i mieszkał w niej do śmierci, otrzymawszy rentę inwalidzką. W latach 1952–1953 napisał scenariusz do filmu o Aleksandrze Kostka-Napierskim, który nie doczekał się ekranizacji. Został pochowany na Cmentarzu Wojskowym na Powązkach.

## Filmografia
- Zazdrość (1922) - obsada aktorska (parobek)
- Przeznaczenie (1928) - asystent reżysera, obsada aktorska (rybak Mikołaj Swoboda, dziadek Marty)
- Ponad śnieg (1929) - reżyseria
- Magdalena (1929) - reżyseria
- Halka (1930) - reżyseria, obsada aktorska (dziadek)
- Straszna noc (1931) - scenariusz, reżyseria, obsada aktorska (Marcin Owsik, ojciec Hanki)